# Rakouská severozápadní dráha

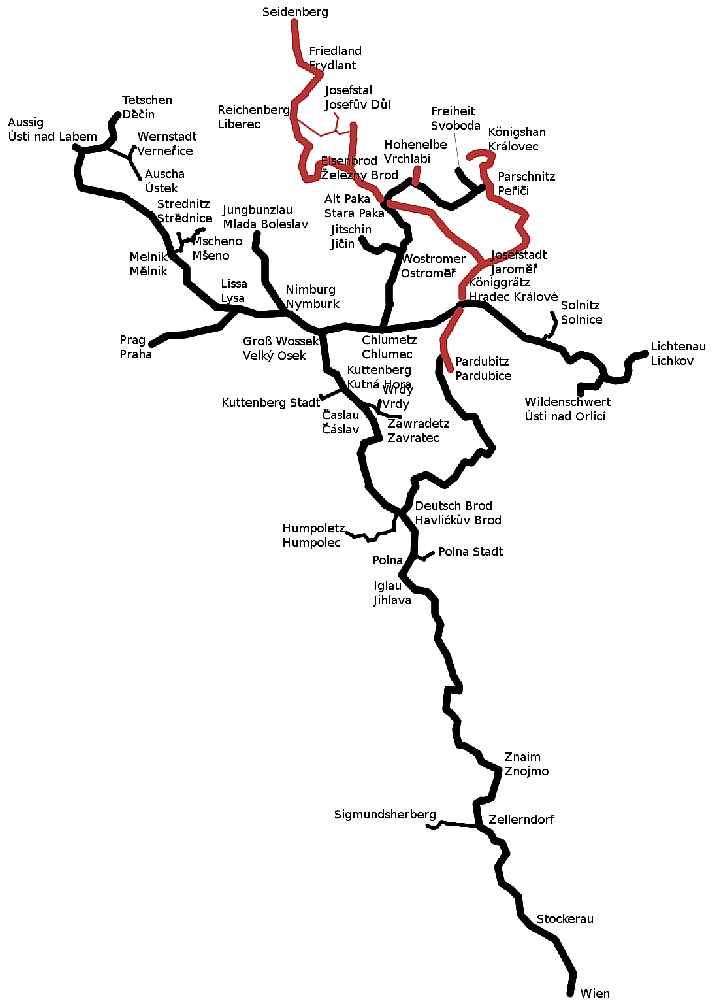
Černými čarami je zde znázorněna síť ÖNWB, červenými pak síť majetkově spřízněné firmy SNDVB. Silnými čarami jsou vyznačeny tratě, které firmy přímo vlastnily; slabými tratě, na nichž firmy pouze provozovaly dopravu. Na mapě nejsou vyznačeny dvě tratě na jižní Moravě, na nichž ÖNWB v období 1874–1876 dopravu také provozovala.

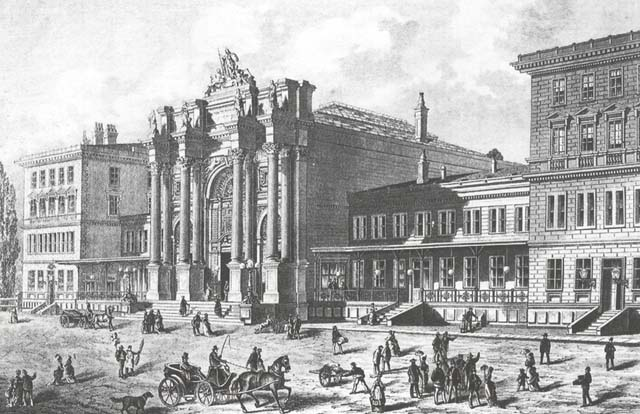
Severozápadní nádraží v Praze. Po roce 1919 neslo název Praha Denisovo nádraží, po roce 1940 Praha Vltavské nádraží, po roce 1945 Praha Denisovo nádraží, po roce 1953 Praha - Těšnov.

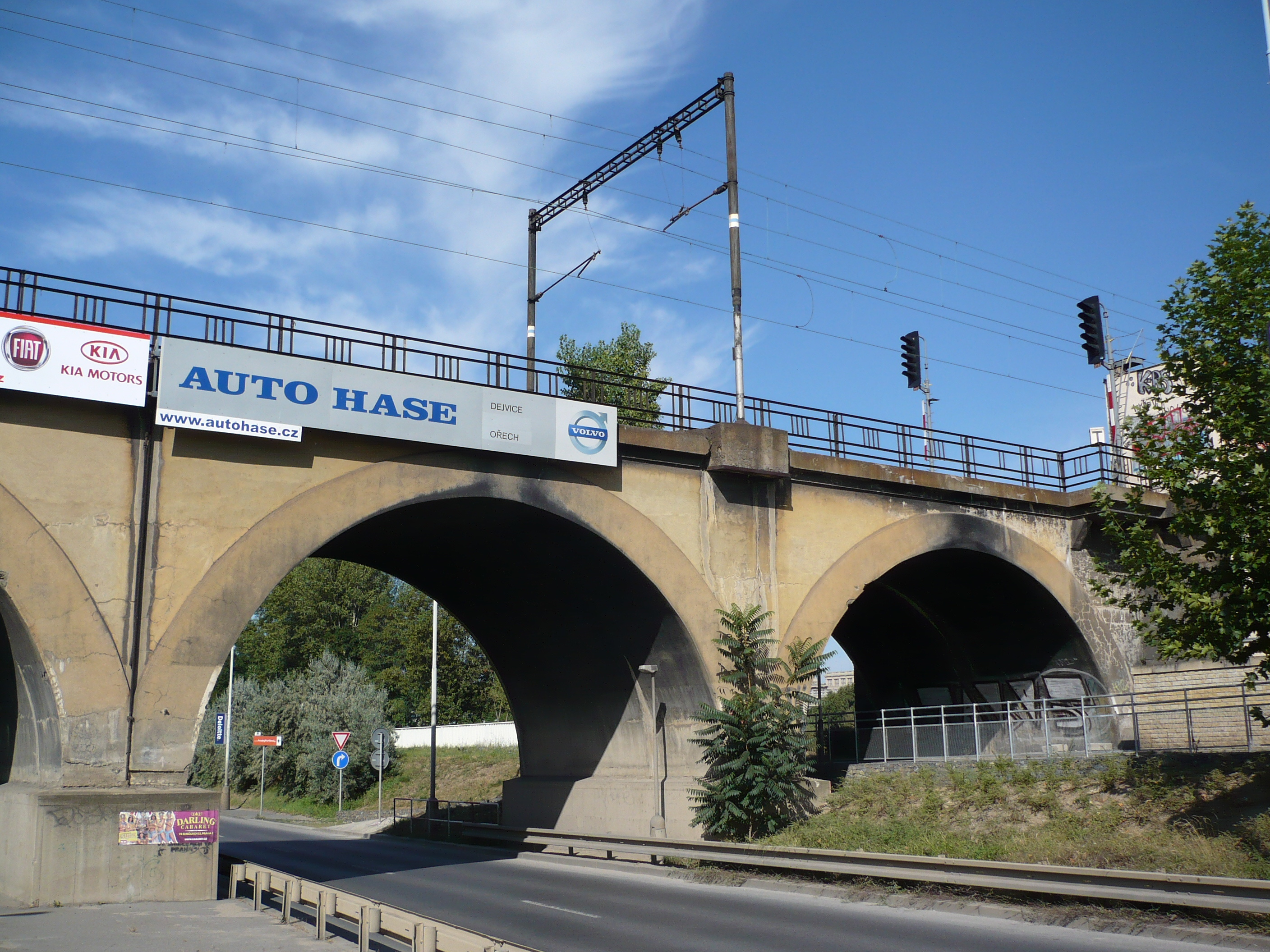
Po roce 1985 po Severozápadním nádraží zůstávají pouze tyto dva oblouky Negrelliho viaduktu zašpiněné kouřem parních lokomotiv.

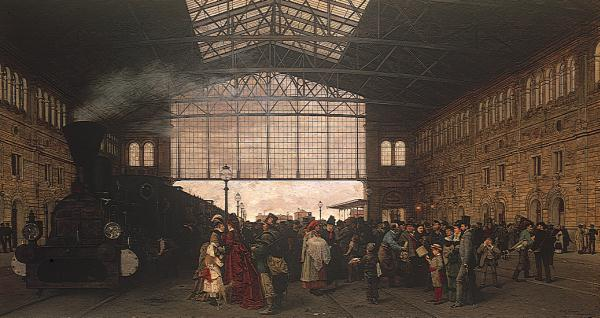
Severozápadní nádraží ve Vídni na obraze Karla Kargera.

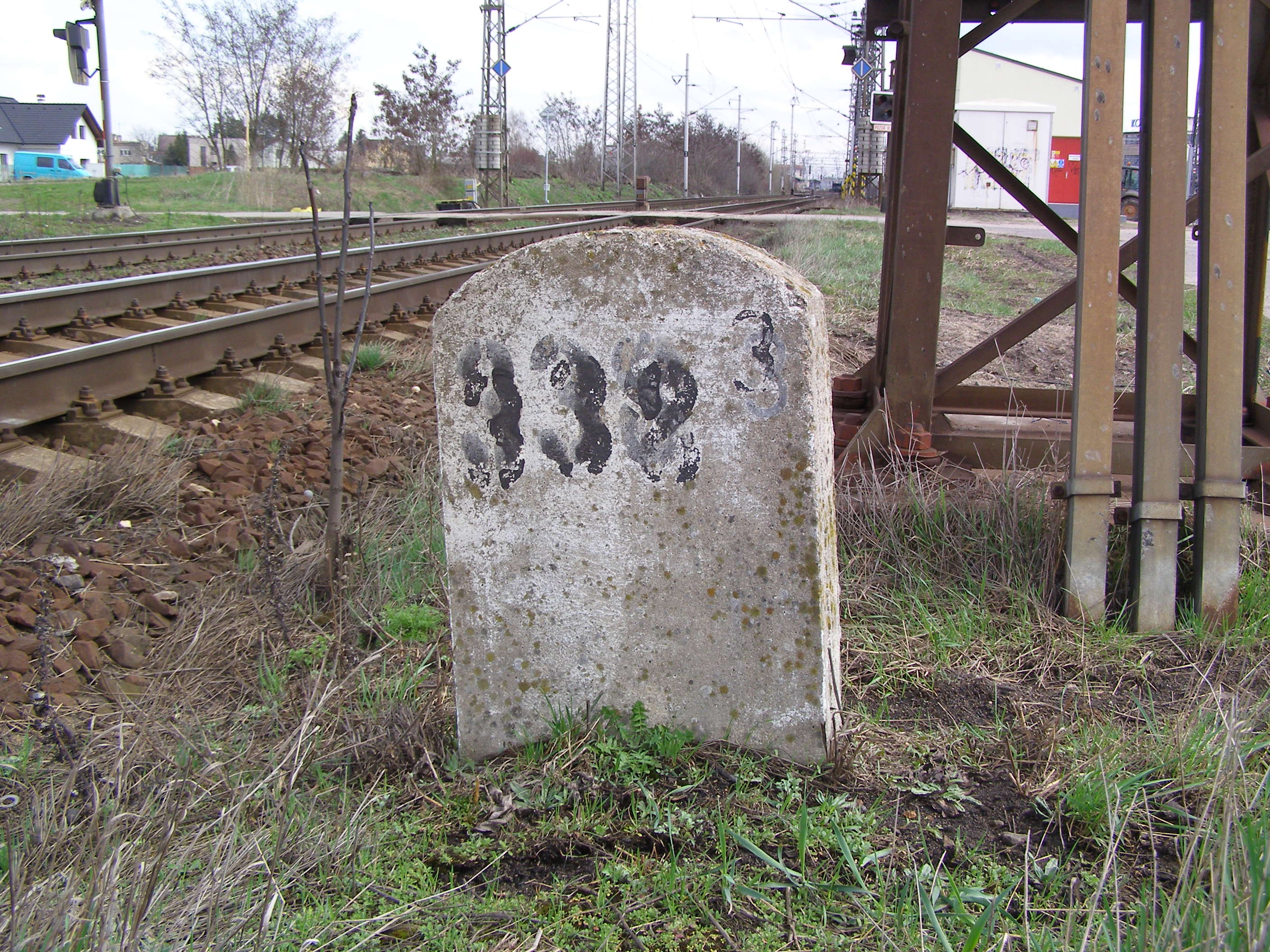
Památkou na Severozápadní dráhu je i dodnes používaná kilometráž na jejích tratích. Tento kilometrovník u Lysé nad Labem udává vzdálenost z Vídně.

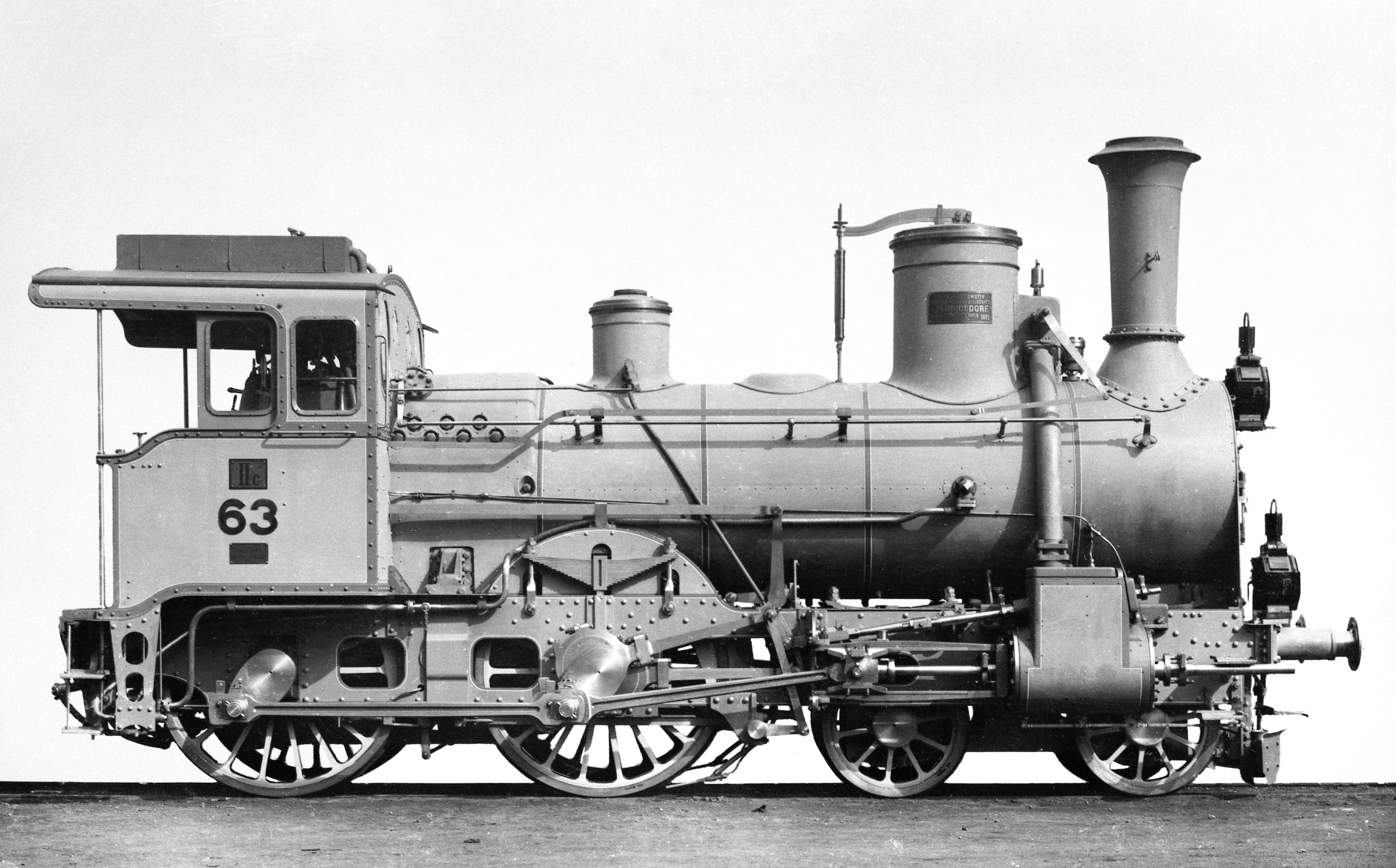
Lokomotiva Severozápadní dráhy pro osobní vlaky. Stroj pochází ještě z 19. století, patrná je jeho archaická stavba s vnějším rámem.

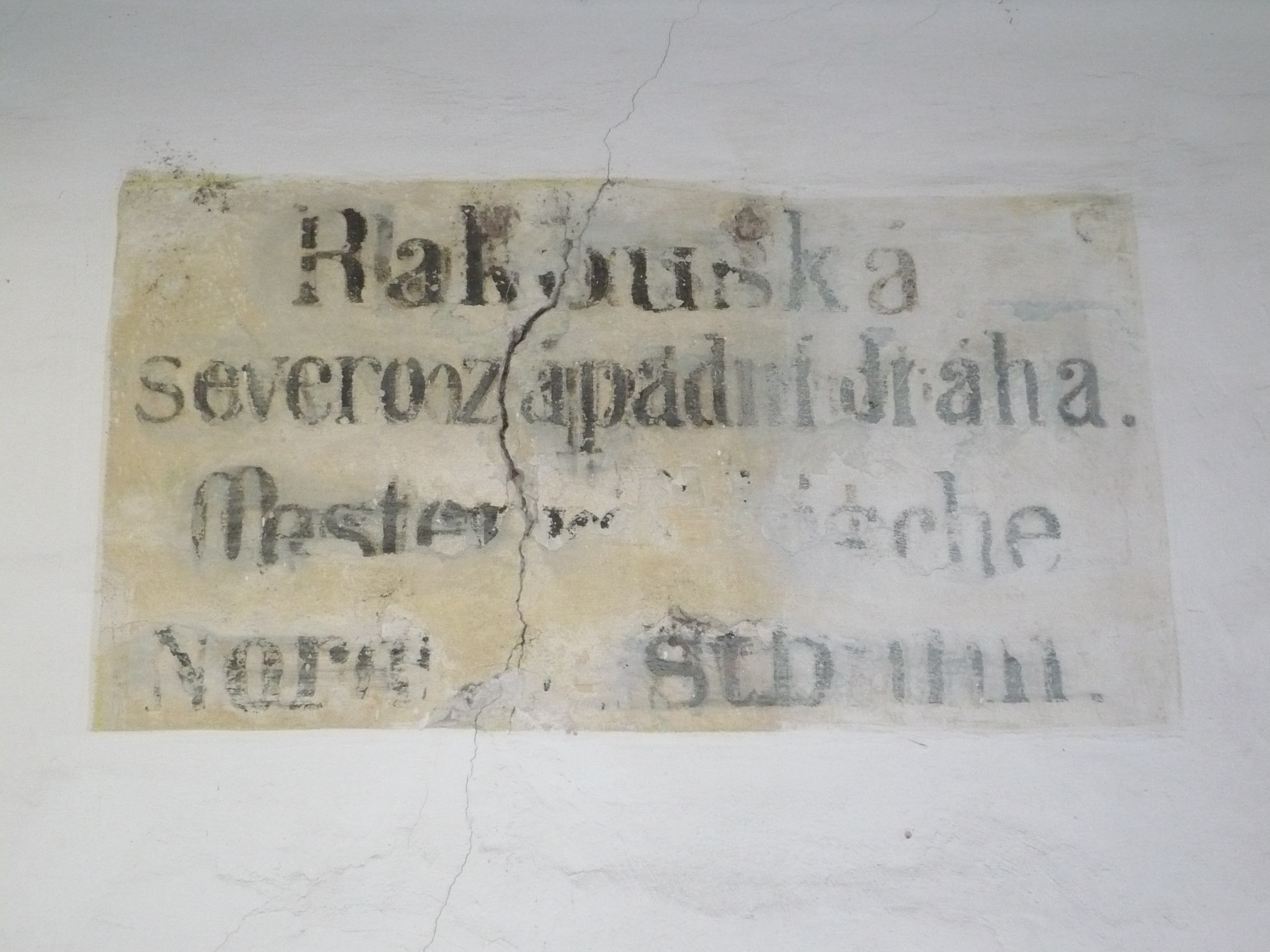
Uvnitř haly nádraží Praha-Vysočany se dochovaly původní orientační nápisy. Severozápadní dráha měla toto nádraží společné s Turnovsko-kralupsko-pražskou dráhou. Každá ze společností měla své kolejiště na své straně budovy, která stála jako ostrovní uprostřed kolejiště. Takové uspořádání stanic v místě křížení s jinou železniční společností bylo pro Severozápadní dráhu typické.

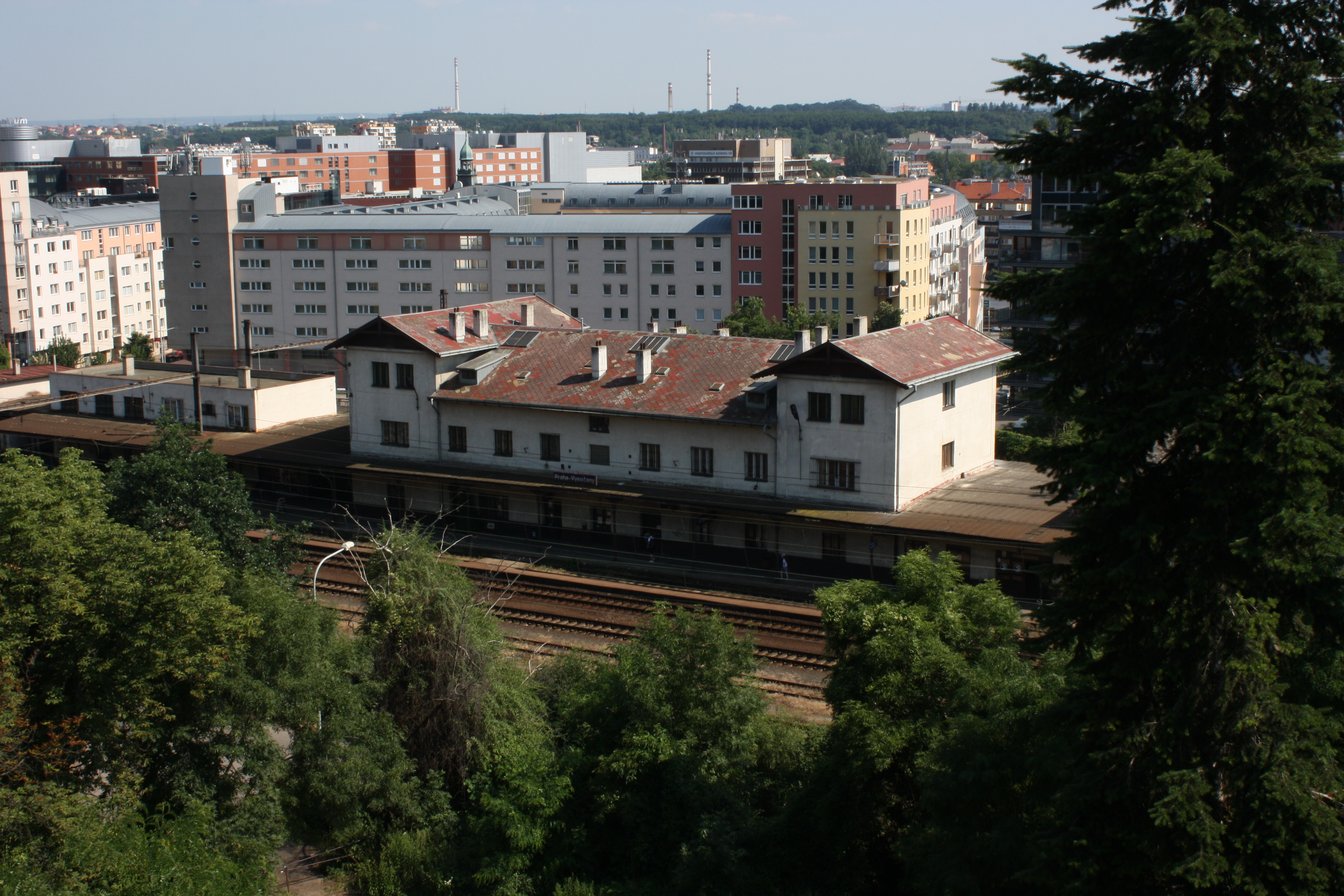
Stanice Praha-Vysočany z nadhledu, odkud je patrná poloha staniční budovy mezi kolejišti Severozápadní dráhy a Turnovsko-kralupsko-pražské dráhy.

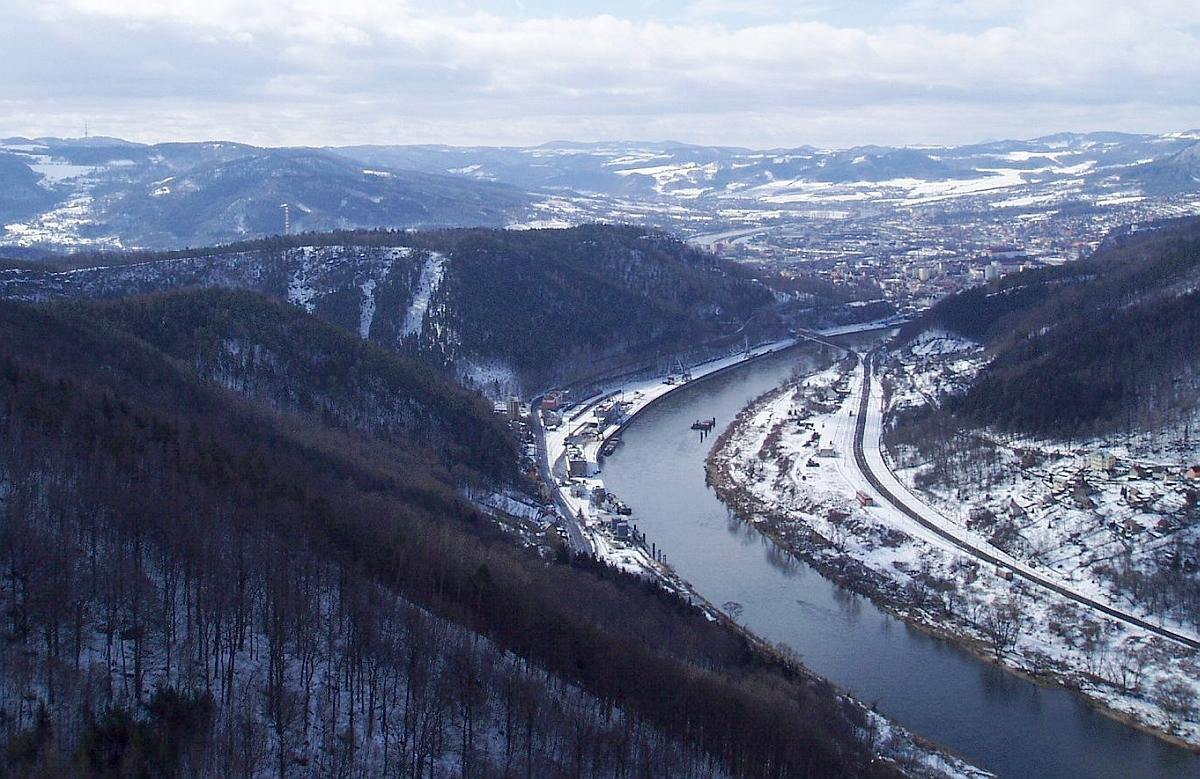
Pohled z Růžového hřebenu na setkání tratí Rakouské severozápadní dráhy a Rakouské společnosti státní dráhy v Prostředním žlebu.

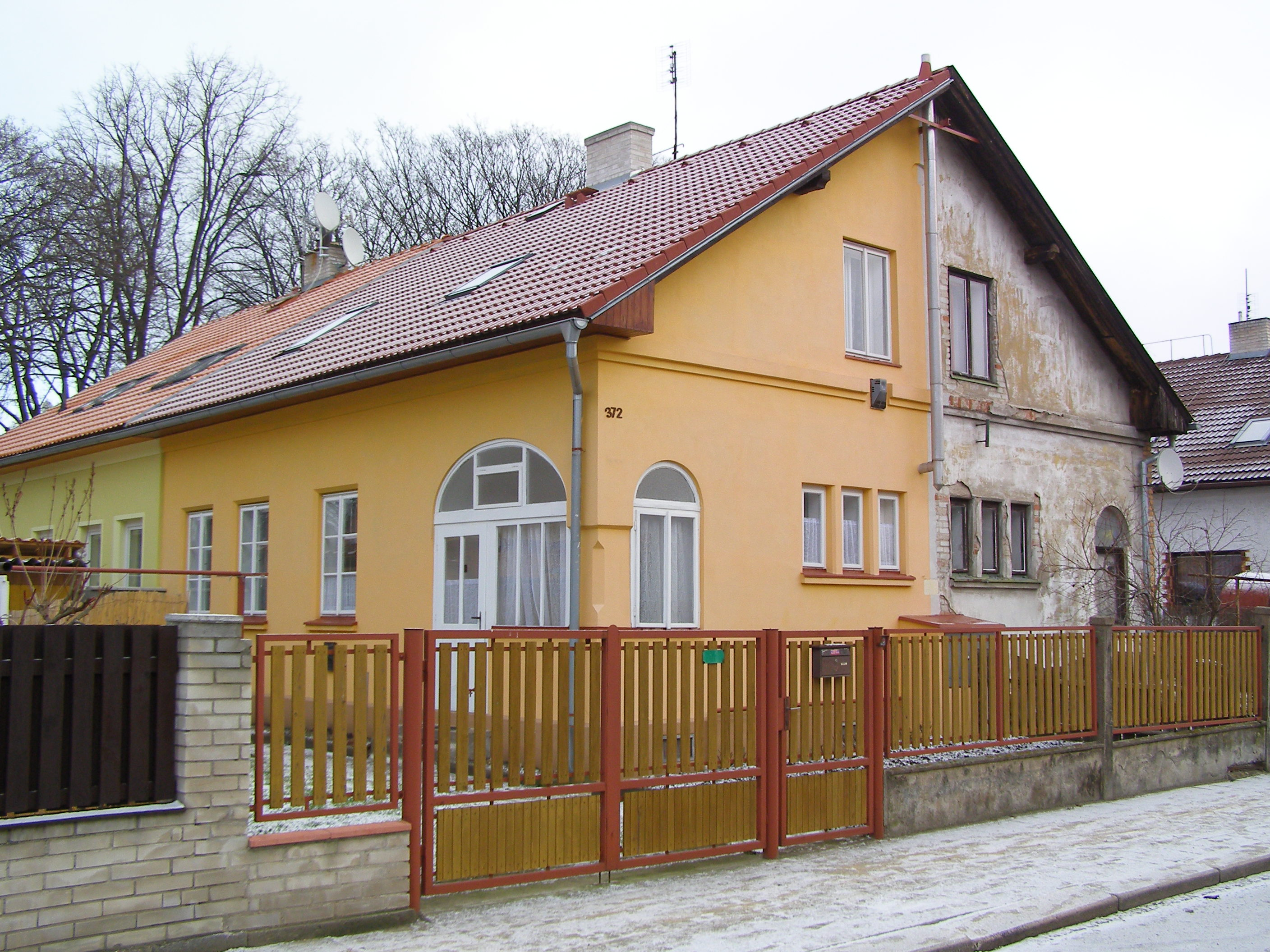
Dělnická kolonie v Nymburce. Každý domek byl rozdělen na čtyři části. Lidé zde bydlí dodnes.

Rakouská severozápadní dráha, zkratka ÖNWB (německý oficiální název: Österreichische Nordwestbahn) byla privátní železniční společnost, jejíž síť se nacházela na území dnešního Česka a Rakouska. Za dobu své existence v letech 1869–1909 firma vybudovala 1398 km železničních tratí.
Jednalo se tak o jednu z největších dopravních společností v Rakousko-uherské monarchii.

## Vznik firmy
Firma byla z právního hlediska v podstatě dceřinou společností v té době již delší dobu existující Jihoseveroněmecké spojovací dráhy (SNDVB), jenž už v té době vlastnila železniční trať mezi Pardubicemi a Libercem a snažila se dostát svého názvu a tedy spojit německy mluvící region na severu Čech s hlavním městem monarchie – Vídní.
O koncesi na stavbu tratě z Vídně přes Znojmo, Jihlavu a Havlíčkův Brod do Kolína původně požádala právě SNDVB, jenže lišící se koncesní podmínky si vyžádaly vytvoření dceřiné společnosti ÖNWB, která později svou matku ve vybudovaných kilometrech předčila. O zmíněnou novou hlavní trať se původně zajímala Společnost státní dráhy (StEG), které v té době chybělo spojení její severní části sítě s Vídní. Ve vybudování tohoto spojení se ale snažila zabránit konkurenční Severní dráha císaře Ferdinanda (KFNB). Spor těchto dvou firem spočíval v jejich koncesních listinách, jež podle některých právních výkladů zaručovaly jejich privilegované postavení v uvažovaných přepravních směrech. Konkrétně KFNB měla zaručené privilegium na dopravu mezi Brnem a Vídní, kdežto StEG stát toto spojení smluvně zaručoval. Zřejmě i kvůli dosti špatné reputaci StEG i KFNB mezi veřejností a částí politiků, nakonec říšská rada udělila v roce 1868 koncesi právě SNDVB, která dala v roce 1869 vzniknout spřízněné firmě ÖNWB. Obě firmy pak měly společné ředitelství ve Vídni.

## Budování vlastní sítě železnic
Na českém území probíhala výstavba hlavních tratí v letech 1869–1875. Hlavní tah Vídeň – Děčín procházel na českém území přes stanice Znojmo, Jihlava, Nymburk, Ústí nad Labem-Střekov. Tento pozdější hlavní tah však nebyl jednotnou tratí. Původní, tzv. velká koncese opravňovala společnost k vybudování souboru 628 km hlavních tratí. Společnost byla též na 9 let oproštěna od placení daní a byla poskytnuta státní záruka 5% čistého výnosu ze základního kapitálu. Byly to tyto tratě:
- Vídeň – Znojmo – Kolín – Mladá Boleslav
- Německý (Havlíčkův) Brod – Rosice nad Labem
- Velký Osek – Trutnov – Poříčí
- Ostroměř – Jičín
- Trutnov – Svoboda nad Úpou
- Kunčice nad Labem – Vrchlabí

Tyto tratě se označují jako tzv. síť A (hlavní síť). Jednalo se o státem garantované tratě, což znamenalo, že z nich firma měla státem zaručený minimální výnos. V této době však monarchii trápil fakt, že stále nebyla vybudována nová trať z pruského Kladska ke stanici v Ústí nad Orlicí, kterou si Prusko vynutilo v mezistátní smlouvě s Rakouskem-Uherskem po prohrané prusko-rakouské válce. StEG a další firmy se snažily tuto tíživou situaci využít ve svůj prospěch tím, že za vybudování tratě požadovaly vysoký garantovaný zisk. Oproti tomu ÖNWB žádné garance nepožadovala a přislíbila vybudování železnice za vlastní peníze. Výměnou zato si však vymínila koncesování dalšího souboru tratí, jež se označují jako síť B (doplňovací síť). Stát tuto nabídku v roce 1870 přijal, osvobodil firmu na 30 let od placení daní a udělil jí koncesi na dobu 90 let. Doplňovací síť tvořily tyto tratě:
- Nymburk – Mělník – Prostřední Žleb (Děčín)
- Lysá nad Labem – Praha
- Ústí nad Labem-Střekov – Ústí nad Labem západ
- Děčín – Děčín-Loubí
- Chlumec nad Cidlinou – Lichkov
- Ústí nad Orlicí – Letohrad

Dráha původně své tratě zamýšlela budovat vlastní stavební aktivitou, ale brzy uzavřela smlouvu s externí stavební firmou, která ji dodala stavbu základní sítě na klíč za cenu téměř 60 milionů zlatých. Stavba však probíhala pod vedením stavebního ředitele ÖNWB Wilhelma Hellwaga. Dalších 57 milionů zlatých stála stavba doplňovací sítě.
Helwag patřil ke špičce mezi tehdejšími rakouskými inženýry. Společnost si ho vybrala poté, co v roce 1867 byla dokončena stavba alpské dráhy přes Brenner, kde sloužil jako jeden ze tří hlavních inženýrů. Po této extrémně náročné stavbě pro něj musely být tratě ÖNWB doslova snadnou záležitostí.
Dnes se může jevit překvapující, že základní síť směřovala právě do dnes poněkud chudého Podkrkonoší. Důvodem byla skutečnost, že díky málo výnosnému zemědělství na méně hodnotných půdách v tomto kraji, se právě zde začal v 19. století rozvíjet textilní a sklářský průmysl, jenž pro svůj další rozvoj železnici potřeboval.
Stavba probíhala ve, v té době obvyklém, velmi rychlém tempu, a tak byly ročně uváděny do provozu desítky kilometrů tratí. Neprobíhala však vždy v klidu. V červenci roku 1871 na stavbě mezi Ostroměří a Jičínem došlo k rebeliím mezi stavebními dělníky proti jejich předákům, kteří údajně měřili delšími měrkami a okrádali v kantýnách (dělníci byli placeni úkolově podle objemu vykopané zeminy, nebo zeminy nasypané).
Když stavba některého úseku dráhy narazila na silný odpor některé z obcí, byla dráha postavena jinudy a obci se vyhnula. Takto bylo obejito město Brandýs nad Labem, kdy stavbu údajně znemožnil brandýský poštmistr, obávající se o svou živnost. Podobně nechtěli železnici ve své obci v sousední Staré Boleslavi, a tak bylo boleslavské nádraží zřízeno tři kilometry od centra města. Naproti tomu majitelka panství v Lysé nad Labem Štěpánka Rohanová si význam stavby uvědomovala, a tak poskytla své pozemky pro dráhu zdarma.
Ovšem pověsti o tom, že se při budování svých tratí železniční společnosti střetávaly s častým odporem obyvatelstva nebo zájmových spolků, jsou z větší části smyšlené, obce o nové železnice obvykle velmi stály a snažily se je přilákat co nejblíž. A tak se při budování tratí naráželo spíše na odpor jednotlivců. Tak tomu nakonec nejspíš bylo i ve zmíněném případě v Brandýse nad Labem. Než odpor dnes zapomenutého poštmistra hrály spíš roli obtížné terénní poměry v trase přes toto město do Prahy. Ostatně původně se s odbočkou z hlavní tratě směrem do Prahy vůbec nepočítalo a společnost českou metropoli zcela opominula. Až na nátlak pražských vlastenců bylo rozhodnuto o stavbě odbočné tratě.
Velký zádrhel stavitele trati čekal v místě styku ÖNWB s mateřskou SNDVB v Pardubicích. Trať ÖNWB přicházela k Pardubicím z jihu a umožňovala dovoz uhlí ze Svatoňovického revíru do Vídně. Aby mohl být proveden styk tratí obou společností přímo v Pardubicích, musely by lokomotivy ÖNWB přejíždět přes kolejiště konkurenční firmy StEG, z jejíž strany se pak daly čekat komplikace. Další komplikací by byla nutná změna směru jízdy vlaků v Pardubicích. Nakonec byla trať zavedena do současné stanice Pardubice-Rosice nad Labem, která byla vystavěna na nově vystavěné přeložce situované více na východ od bývalé trati. Nutno dodat že toto řešení se z pohledu současné dopravní situace jeví již jako nevýhodné.
Roku 1873 byla vybudována odbočná trať z Lysé nad Labem na provizorní nádraží na Rohanském ostrově na Karlínském předměstí Prahy, ta byla roku 1875 prodloužena až na Severozápadní nádraží. Dráha tak ve Vídni i v Praze měla hlavová nádraží s výstavními budovami s vysokou architektonickou hodnotou. Paradoxní je, že obě tato nádraží dnes již cestujícím neslouží, a po tom pražském už dnes po jeho odstřelu v roce 1985 nenajdeme prakticky ani stopy.
Tratě Rakouské severozápadní dráhy překonávají náročné terény v Českomoravské vrchovině, Podkrkonoší nebo na okraji Orlických hor. Vedou v rovinaté krajině mezi Hradcem Králové a Mělníkem, v těsném kaňonu Labe v okolí Ústí nad Labem, kde byl kvůli dráze postaven první ústecký most přes Labe, aby se Severozápadní dráha mohla v dnešním nádraží Ústí nad Labem západ spojit s tratí Ústecko-teplické dráhy, která dopravovala velkou část severočeského hnědého uhlí. Spolu s touto společností a se Společností státní dráhy zde Severozápadní dráha vlastnila jedno z největších seřaďovacích nádraží v celém Rakousku.
V nejzápadnějším části byla vystavěna pohraniční stanice s dnešním názvem Děčín východ a trať se zde dalším mostem přes Labe v Prostředním Žlebu spojovala s tratí, kterou provozovala StEG, jenž vede dále do Saska.
Severozápadní dráha na rozdíl od KFNB nebo StEG nestavěla své vlastní lokálky. V jejím okolí však lokálky stavěly jiné firmy, pro něž pak ÖNWB na jejich lokálních tratích provozovala dopravu. Takto zajišťovala dopravu například na trati z Čáslavi do Třemošnice.

## Období provozu
Po dokončení základní sítě v roce 1874 měla celá Rakouská severozápadní dráha 148 lokomotiv. Zpočátku jezdily nákladní lokomotivy rychlostí 20–30 km/h, osobní 40–45 km/h.
Lokomotivy byly nejdříve pojmenovávány po významných osobnostech ze světa vědy a techniky a měly přiděleny i čísla. Později se od pojmenovávání lokomotiv ustoupilo. Vlaky měly první, druhou, třetí i čtvrtou třídu. Čtvrtá třída byla zrušena roku 1884. Jízdné se nejdříve počítalo podle kilometrů, od roku 1890 se přechází na pásmové tarify.
V průběhu let si společnost pro své rychlíky pořizovala stále výkonnější a vzhledově krásné lokomotivy, které u pozdějších ČSD nesly označení 354.2 a 354.4. Ty musely zvládat náročnou trať mezi Znojmem a Kolínem se spoustou ostrých oblouků a stoupání. Při objednávání nových strojů však byla na přelomu století limitována nízkou únosností svých tratí, která činila 15,7 tun na nápravu (dnes je obvyklých 20–22 tun na nápravu).
Jako provozní základnu pro českou oblast si firma zvolila dopravní křižovatku v Nymburce, kde si vystavěla velkou výtopnu, dílny na opravy a revize lokomotiv a také výše zmíněnou architektonicky zajímavou kolonii pro drážní zaměstnance umístěnou před dnešním nymburským hlavním nádraží. Tímto na svou dobu pokrokovým počinem se firma snažila zamezit sociálním nepokojům mezi zaměstnanci.
Přesto však služba u dráhy nebyla pro většinu provozních zaměstnanců nijak výnosným povoláním. Zatímco strojvedoucí si mohli měsíčně vydělat až 85 zlatých, topiči pouze 39 zlatých.
Na druhou stranu poskytovala železnice svým zaměstnancům mnohem větší jistotu povolání než bylo obvyklé např. v zemědělství. A k tomu i přidělovala zmíněné služební byty.
Firma též vystavěla několik přístavišť na Labi, mezi nimi i velký a dodnes fungující nákladní přístav v Děčíně-Loubí. V roce 1880 vznikla dceřiná společnost Severozápadní dráhy zaměřená na dopravu po Labi – Rakouská severozápadní paroplavební společnost,
která později provozovala i tzv. řetězové parníky až do Mělníka. Parní stroje těchto parníků otáčely bubnem, přes který se odvíjel řetěz položený na dně řeky, tímto způsobem mohly táhnout až deset vlečných člunů proti proudu.
Firma měla s některými dalšími železničními společnostmi v té době obvyklé vztahy plné vzájemné rivality. Např. StEG dlouho nesměla připojit svou lokálku z Poříčan do dnešního nymburského hlavního nádraží a musela si postavit své vlastní místní nádraží (Nymburk město). Na druhou stranu nebyla veřejností vnímána s takovými negativními emocemi, jako StEG nebo KFNB s jejich agresivní cenovou politikou a vzájemnou řevnivostí. Firma dokázala velmi dobře hospodařit s penězi, takže její ekonomická situace byla po celou dobu její existence stabilní a podnikání bylo výnosné. Její snaha o finančně opatrné hospodaření šla až tak daleko, že i přes svou ziskovost neváhala zdržovat a bojkotovat i státem nařízené zdvoukolejnění tratě z Čáslavi do Děčína.
V posledních letech existence se též objevily spory se zaměstnanci, kterým firma nechtěla navýšit mzdy ani po celostátní akci odborových sdružení z podzimu 1905. V této době odbory vyhlásily na protest proti nízkým mzdám pasivní rezistenci v provozu, kdy zaměstnanci pracovali přesně podle předpisů, což sice provoz nezastavilo, ale velmi citelně omezovalo a zdržovalo. Státní dráhy tato akce skutečně donutila přistoupit na požadavky zaměstnanců, ale tehdy ještě soukromé firmy StEG a ÖNWB při vědomí blížícího se zestátnění na tuto akci nijak nereagovaly. Až zopakování protestu v roce 1907 vedení obou firem dotlačilo k požadované reakci.

## Zestátnění
Po změně státní dopravní politiky, jež započala vydáním sekvestračního zákona v roce 1877, se začalo v 80. letech s postupným postátňováním soukromých železničních společností, u kterých to zákonné podmínky a podmínky koncesí umožňovaly. Vláda navrhla postátnění Severozápadní dráhy již v roce 1896, ale tehdy byl vládní návrh zákona o jejím zestátnění odmítnut v Říšské radě (parlamentu) pro obavy poslanců z neúměrného zatížení státní pokladny.
Severozápadní dráha byla postátněna v rámci největší postátňovací akce v dějinách Rakouska-Uherska, kdy bylo po vyčerpávajících jednáních na půdě říšské rady 22. března 1909 rozhodnuto o zestátnění tří velkých železničních firem – Společnosti státní dráhy, Jihoseveroněmecké spojovací dráhy a Rakouské severozápadní dráhy. Všechny tři podniky byly začleněny do státních drah k.k. StB.
Některé prameny jako rok zestátnění uvádějí rok 1908, důvodem tohoto rozporu je, že zestátňování začalo právě v roce 1908 a administrativa s ním spojená se protáhla až do roku 1912.
Soudě podle tehdejšího tisku a podle interpelací na ministerstvu železnic si samotní zaměstnanci zestátnění firmy příliš nechválili. Došlo ke snížení platů, snížil se i samotný počet zaměstnanců (ačkoli ti byli v té době hojně pracovně přetěžováni), a k tomu všemu se přidaly i stížnosti na údajné protežování služeben, kde pracovali převážně Němci, resp. na finanční poškozování českých zaměstnanců. (Nutno zde dodat, že bývalá Severozápadní dráha, resp. její matka SNDVB byla vlastněna převážně osobami Německé národnosti.) V interpelacích se dokonce přímo píše: "Správa soukromé dráhy Severozápadní dbala v zájmu prosperity a bezpečnosti aby personál byl přiměřeně rozmnožován a částečně se cítil spokojeným." V této době podobné projevy národnostního napětí, vycházející jak z české, tak německé strany, nebyly ovšem ničím výjimečným.

## Technický přínos Severozápadní dráhy
Ačkoliv tratě Severozápadní dráhy v rámci Rakouska-Uherska rozhodně nepatřily mezi stavebně nejnáročnější, přesto na nich byla užita řada technických novinek, které posunuly dopravní stavitelství o dalších pár kroků vpřed. Nelze minout železný most přes Dyji u Znojma z roku 1871 se třemi kamennými pilíři s výškou až 48 metrů, na něž se montoval 220 metrů dlouhý průběžný příhradový nosník s výškou 5 metrů a horní mostovkou. Tato konstrukce byla v Rakousku novinkou přišlou z Německa a Anglie. Po dokončení ve Znojmě kolovaly pověsti o naklánění mostní opěry. Následné šetření obavy vyvrátilo a most stojí dodnes.
Dalším zajímavým mostem byl kombinovaný železniční a silniční most přes Labe v Ústí nad Labem z roku 1874 s délkou 310 metrů. Další most přes Labe mezi Děčínem a Prostředním Žlebem byl vůbec největším mostem na našem území. Na jeho stavbě bylo při zakládání pilířů bylo použito kesonů.
Komplikovaná byla též výstavba Severozápadního nádraží v Praze, která si vyžádala přemístění obrovského množství zeminy a stavbu dvou mostů přes plavební kanál.
Zcela převratná byla výstavba železničářské kolonie v Nymburce, která se svými pravoúhlými ulicemi, stromořadími, zahradami a parkovým náměstím dlouho neměla obdoby. Domov zde našlo 200 rodin zaměstnanců.
Kvůli nedostatečné životnosti pražců společnost v roce 1876 zkoušela systém pražců železných, od kterých ale bylo později upuštěno. V roce 1877 navrhl W. Hohenegger, vrchní inspektor, technologii válcování ocelového pražce ze dvou použitých kolejnic. Do zavedení Siemens-Martinových pecí nebylo možné ocelový šrot roztavit a odlít nové ingoty, pouze nahřátý materiál překovat. Další novinkou, která se však již uchytila, byla konstrukce převislého styku kolejnic.

## 140. jubileum (2009-2014)
U příležitosti 140. jubilea dráhy připravilo v roce 2013 Jihomoravské muzeum ve Znojmě ve spolupráci s Městským muzeem v dolnorakouském Holabrunu velkou putovní dvojjazyčnou výstavu "140 let Severozápadní dráhy - minulost a budoucnost nejkratšího dopravního spojení Vídně a Berlína", ke které byl vydán i doprovodný česko-německý katalog.